# Кримська обласна рада депутатів трудящих III скликання
Кримська обласна рада депутатів трудящих третього скликання — представничий орган Кримської області у 1953 —1955 роках.
Нижче наведено список депутатів Кримської обласної ради 3-го скликання, обраних 22 лютого 1953 року в загальних округах. Всього до Кримської обласної ради 3-го скликання було обрано 103 депутати по відкритих округах. Депутатів, обраних по закритих округах, преса не публікувала.
| Прізвище, ім'я, по-батькові       | Місто чи район           | Виборчий округ | Посада | Примітки                                   |
| --------------------------------- | ------------------------ | -------------- | --- | ------------------------------------------ |
| Акімова Катерина Олексіївна       | Сімферополь              | № 67           | варниця Сімферопольського консервного заводу імені 1 Травня                                                   |                                            |
| Алєксєйчева Євдокія Олександрівна | Сімферопольський район   | № 45           | ланкова колгоспу                                                                                              |                                            |
| Анікін Олександр Григорович       | Севастополь              | № 102          | 1-й секретар Кримського обкому ВЛКСМ                                                                          |                                            |
| Аралов Михайло Григорович         | Джанкойський район       | № 14           | 1-й секретар Джанкойського райкому КПРС                                                                       |                                            |
| Бахтін Георгій Федорович          | Білогірський район       | № 4            | голова Білогірського райвиконкому                                                                             |                                            |
| Березовиченко Надія Онисимівна    | Євпаторія                | № 52           | заступник голови Кримського облвиконкому                                                                      |                                            |
| Бєлова Ганна Михайлівна           | Севастополь              | № 93           | електромонтер електромонтажного підприємства міста Севастополя                                                |                                            |
| Бєляков Сергій Панасович          | Керч                     | № 61           | 1-й секретар Кіровського райкому КПРС міста Керчі                                                             |                                            |
| Блохніна Валентина Іванівна       | Красногвардійський район | № 24           | бригадир |                                            |
| Богданов Олексій Євграфович       | Сімферополь              | № 75           | машиніст паровозного депо станції Сімферополь                                                                 |                                            |
| Буркунова Марія Гнатівна          | Совєтський район         | № 39           | бригадир |                                            |
| В'яткін Михайло Васильович        | особливий округ          |                | начальник Управління МВС по Кримській області                                                                 |                                            |
| Герасимова Марія Олексіївна       | Ялта                     | № 88           | головний лікар санаторію № 6 ВЦРПС міста Ялти                                                                 |                                            |
| Гончаренко Віктор Якович          | Севастополь              | № 101          | начальник Кримського обласного управління зв’язку                                                             |                                            |
| Горенко Юлія Іванівна             | Євпаторія                | № 51           | лікар |                                            |
| Горін Василь Олексійович          | Севастополь              | № 92           | секретар Кримського обкому КПРС                                                                               |                                            |
| Денисенко Ніна Георгіївна         | Керч                     | № 57           | інженер-технолог Керченського консервного заводу                                                              |                                            |
| Дергачова Олександра Федорівна    | Красноперекопський район | № 21           | головний агроном                                                                                              |                                            |
| Євдокимов Петро Іванович          | Ялта                     | № 84           | голова Ялтинського міськвиконкому                                                                             | повноваження припинені 7.07.1953           |
| Євсєєв Дмитро Павлович            | Євпаторія                | № 49           | завідувач Кримського обласного фінансового відділу                                                            |                                            |
| Єременко Георгій Степанович       | Ялта                     | № 87           | завідувач Кримського обласного відділу охорони здоров’я                                                       |                                            |
| Заславська Єфросинія Несторівна   | Кіровський район         | № 19           | доярка |                                            |
| Іванов Микола Іванович            | Севастополь              | № 103          | заступник начальника Управління МДБ по Кримській області                                                      |                                            |
| Ісаченко Клавдія Яківна           | Керч                     | № 55           | завідувачка педагогічного кабінету Керченського міського відділу народної освіти                              |                                            |
| Кабатова Марія Петрівна           | Джанкойський район       | № 12           | бригадир |                                            |
| Кайда Григорій Кононович          | Севастополь              | № 98           | вчитель |                                            |
| Калінін Олександр Іванович        | Сакський район           | № 35           | уповноважений Міністерства заготівель СРСР по Кримській області                                               |                                            |
| Коваленко Марія Василівна         | Севастополь              | № 91           | моторист-інструментальний                                                                                     |                                            |
| Козін Яків Дмитрович              | Бахчисарайський район    | № 8            | професор Кримського педагогічного інституту, доктор геолого-мінералогічних наук                               |                                            |
| Козлов Михайло Семенович          | Керч                     | № 59           | машиніст-екскаваторник                                                                                        |                                            |
| Колесников Віктор Петрович        | Севастополь              | № 94           | начальник обласного управління міліції, заступник начальника Кримського обласного управління внутрішніх справ |                                            |
| Колтуненко Володимир Іванович     | Ялта                     | № 86           | завідувач відділу Кримського обкому КПРС                                                                      |                                            |
| Константинов Степан Максимович    | Джанкойський район       | № 13           | голова Джанкойського райвиконкому                                                                             |                                            |
| Костаков Володимир Микитович      | Сімферополь              | № 64           | 1-й секретар Сімферопольського міськкому КПРС                                                                 |                                            |
| Костіна Клавдія Федорівна         | Ялта                     | № 89           | науковий співробітник Нікітського ботанічного саду імені Молотова                                             |                                            |
| Кунакова Ольга Іванівна           | Євпаторія                | № 50           | директор Євпаторійської семирічної школи № 5                                                                  |                                            |
| Кур'янов Михайло Сергійович       | Керч                     | № 62           | редактор газети «Кримська правда»                                                                             |                                            |
| Лавриненко Юрій Петрович          | Сімферопольський район   | № 44           | голова колгоспу                                                                                               |                                            |
| Лапшина Олександра Олексіївна     | Сімферополь              | № 68           | пакувальниця                                                                                                  |                                            |
| Ленько-Сенто Іван Андрійович      | Бахчисарайський район    | № 9            | голова колгоспу                                                                                               |                                            |
| Ложкін Микола Федотович           | Севастополь              | № 95           | водій тролейбуса                                                                                              |                                            |
| Лопатін Георгій Іванович          | Сімферополь              | № 71           | завідувач відділу партійних, профспілкових і комсомольських органів Кримського обкому КПРС                    |                                            |
| Луговий Микола Дмитрович          | Сімферополь              | № 77           | завідувач відділу Кримського обкому КПРС                                                                      |                                            |
| Луценко Іван Іванович             | Зуйський район           | № 18           | голова Зуйського райвиконкому                                                                                 |                                            |
| Лучино Михайло Купріянович        | Кіровський район         | № 20           | голова Кіровського райвиконкому                                                                               |                                            |
| Лялін Павло Миколайович           | Джанкойський район       | № 16           | 1-й заступник голови Кримського облвиконкому                                                                  |                                            |
| Мавринський Микола Степанович     | Керч                     | № 56           | секретар Кримського облвиконкому                                                                              |                                            |
| Мазильников Анатолій Панасович    | Октябрський район        | № 30           | 1-й секретар Октябрського райкому КПРС                                                                        |                                            |
| Макухін Григорій Миколайович      | Алуштинський район       | № 2            | голова Алуштинського райвиконкому                                                                             |                                            |
| Маленков Георгій Максиміліанович  | Керч                     | № 58           | секретар ЦК КПРС                                                                                              |                                            |
| Мамін Олександр Михайлович        | Керч                     | № 60           | голова Кримської обласної планової комісії                                                                    |                                            |
| Манаєва Олександра Степанівна     | Приморський район        | № 33           | агроном |                                            |
| Машков Микола Пилипович           | Куйбишевський район      | № 25           | голова Куйбишевського райвиконкому                                                                            |                                            |
| Медунов Сергій Федорович          | Ялта                     | № 85           | 1-й секретар Ялтинського міськкому КПРС                                                                       |                                            |
| Мезенцев Леонід Гаврилович        | Керч                     | № 54           | 2-й секретар Кримського обкому КПРС                                                                           |                                            |
| Мєшков Олег Миколайович           | Білогірський район       | № 5            | голова колгоспу                                                                                               |                                            |
| Мільгунова Катерина Семенівна     | Алуштинський район       | № 3            | ланкова колгоспу                                                                                              |                                            |
| Мойсеєв Микола Андрійович         | Феодосія                 | № 83           | 1-й секретар Феодосійського міськкому КПРС                                                                    |                                            |
| Монахова Римма Микитівна          | Бахчисарайський район    | № 7            | вчителька |                                            |
| Мотяхін Іван Єрмолайович          | Совєтський район         | № 38           | голова Совєтського райвиконкому                                                                               |                                            |
| Невєров Петро Єгорович            | Первомайський район      | № 31           | голова Первомайського райвиконкому                                                                            |                                            |
| Некрасов Олексій Семенович        | Джанкойський район       | № 15           | уповноважений Ради у справах колгоспів при РМ СРСР по Кримській області                                       |                                            |
| Нікерін Костянтин Данилович       | Севастополь              | № 90           | голова Кримської обласної ради профспілок                                                                     |                                            |
| Ніколаєв Михайло Миколайович      | Старокримський район     | № 42           | голова Старокримського райвиконкому                                                                           |                                            |
| Новикова Євдокія Дмитрівна        | Сакський район           | № 37           | ланкова колгоспу                                                                                              |                                            |
| Овдієнко Микола Андрійович        | Сімферополь              | № 69           | голова Сімферопольського міськвиконкому                                                                       |                                            |
| Ошивалов Микола Якович            | Азовський район          | № 1            | голова Азовського райвиконкому                                                                                |                                            |
| Пашкевич Костянтин Васильович     | Чорноморський район      | № 47           | голова Чорноморського райвиконкому                                                                            |                                            |
| Петрова Марія Данилівна           | Сімферополь              | № 70           | водій трамваю міста Сімферополя                                                                               |                                            |
| Пивоварова Єлизавета Павлівна     | Севастополь              | № 100          | головний лікар дитячої консультації міста Севастополя                                                         |                                            |
| Полянський Дмитро Степанович      | Сімферопольський район   | № 43           | голова Кримського облвиконкому                                                                                | повноваження припинені 16 лютого 1954 року |
| Пономаренко Гаврило Мойсейович    | особливий округ          |                | ; заступник голови Кримського облвиконкому                                                                    |                                            |
| Попов Маркіан Михайлович          | Сімферополь              | № 63           | командувач військ Таврійського військового округу                                                             |                                            |
| Прокопенко Неоніла Георгіївна     | Феодосія                 | № 82           | начальник цеху                                                                                                |                                            |
| Рядін Василь Тихонович            | Сакський район           | № 36           | голова Сакського райвиконкому                                                                                 |                                            |
| Савкін Валентин Лаврович          | Феодосія                 | № 81           | водій Феодосійської автоколони № 83                                                                           |                                            |
| Самойленко Михайло Федорович      | Красногвардійський район | № 23           | голова Красногвардійського райвиконкому                                                                       |                                            |
| Саютіна Марія Федотівна           | Нижньогірський район     | № 27           | колгоспниця колгоспу                                                                                          |                                            |
| Селезньов Микола Іванович         | Євпаторія                | № 48           | голова Євпаторійського міськвиконкому                                                                         |                                            |
| Смородін Григорій Іванович        | Керч                     | № 53           | 1-й секретар Керченського міськкому КПРС                                                                      |                                            |
| Снєгірьов Георгій Васильович      | Сімферопольський район   | № 46           | голова Сімферопольського райвиконкому                                                                         |                                            |
| Сойкін Никандр Митрофанович       | Нижньогірський район     | № 28           | голова Нижньогірського райвиконкому                                                                           |                                            |
| Соколова Людмила Михайлівна       | Севастополь              | № 97           | конструктор                                                                                                   |                                            |
| Сороковський Андрій Костянтинович | Балаклавський район      | № 10           | голова Балаклавського райвиконкому                                                                            |                                            |
| Сосницький Сергій Васильович      | Севастополь              | № 96           | голова Севастопольського міськвиконкому                                                                       |                                            |
| Сталін Йосип Віссаріонович        | Сімферополь              | № 78           | голова Ради міністрів СРСР                                                                                    | помер 5 березня 1953 року                  |
| Степанець Петро Іванович          | Бахчисарайський район    | № 6            | голова Бахчисарайського райвиконкому                                                                          |                                            |
| Степанов Микола Іванович          | Феодосія                 | № 80           | завідувач Кримського обласного відділу комунального господарства                                              |                                            |
| Стетюха Надія Федорівна           | Сімферополь              | № 73           | вчителька Сімферопольської середньої школи № 7                                                                |                                            |
| Страхов Олександр Васильович      | Сімферополь              | № 74           | заступник голови Кримського облвиконкому                                                                      |                                            |
| Стрілець Георгій Лазарович        | Судацький район          | № 40           | голова Судацького райвиконкому                                                                                |                                            |
| Сущенко Аркадій Олексійович       | Роздольненський район    | № 34           | старший землевпорядник                                                                                        |                                            |
| Титов Павло Іванович              | Сімферополь              | № 66           | 1-й секретар Кримського обкому КПРС                                                                           |                                            |
| Тіторенко Петро Сергійович        | Ленінський район         | № 26           | голова Ленінського райвиконкому                                                                               |                                            |
| Токарєв Данило Михайлович         | Красноперекопський район | № 22           | начальник Кримського обласного управління сільського господарства                                             | повноваження припинені 7 липня 1953 року   |
| Фоміна Євдокія Петрівна           | Балаклавський район      | № 11           | бригадир |                                            |
| Хацаюк Катерина Пилипівна         | Євпаторійський район     | № 17           | бригадир |                                            |
| Хламов Микола Миколайович         | Севастополь              | № 99           | прокурор Кримської області                                                                                    |                                            |
| Царенко Петро Петрович            | Сімферополь              | № 72           | професор, завідувач кафедри факультетської хірургії Кримського медичного інституту імені Сталіна              |                                            |
| Цвєтков Михайло Миколайович       | Новоселівський район     | № 29           | заступник голови Новоселівського райвиконкому                                                                 |                                            |
| Челноков Олексій Георгійович      | Феодосія                 | № 79           | голова Феодосійського міськвиконкому                                                                          |                                            |
| Чуб Михайло Ілліч                 | Судацький район          | № 41           | заступник голови Кримського облвиконкому                                                                      |                                            |
| Чугайнова Олександра Павлівна     | Сімферополь              | № 65           | завідувач Сімферопольського міського відділу народної освіти                                                  |                                            |
| Шалін Євген Миколайович           | Сімферополь              | № 76           | завідувач Кримського обласного відділу народної освіти                                                        |                                            |
| Шарейко Володимир Вікентійович    | Приморський район        | № 32           | завідувач Приморського районного відділу сільського господарства                                              |                                            |
| Саранцев Олександр Павлович       | Красноперекопський район | № 22           | завідувач відділу адміністративних і торгово-фінансових органів Кримського обкому КПРС                        | дообраний 22 листопада 1953 року           |
| Тарасов Олександр Максимович      | Ялта                     | № 84           | голова Ялтинського міськвиконкому                                                                             | дообраний 22 листопада 1953 року           |
| Кузьменко Михайло Григорович      | Сімферопольський район   | № 43           | голова Кримського облвиконкому                                                                                | дообраний 28 лютого 1954 року              |

28 лютого 1953 року відбулася 1-а сесія Кримської обласної ради депутатів трудящих 3-го скликання. Головою виконкому обраний Полянський Дмитро Степанович; першим заступником голови виконкому — Лялін Павло Миколайович;  заступниками голови виконкому — Березовиченко Надія Онисимівна, Луговий Микола Дмитрович, Пономаренко Гаврило Мойсейович, Чуб Михайло Ілліч; секретарем облвиконкому — Мавринський Микола Степанович.
Головами комісій Кримської обласної Ради депутатів трудящих обрані: бюджетно-фінансової — Снєгірьов Георгій Васильович, промислово-транспортної — Мойсеєв Микола Андрійович, сільського господарства і заготівель — Колтуненко Володимир Іванович, народної освіти — Медунов Сергій Федорович, культурно-просвітницької роботи —  Аралов Михайло Григорович, торгівлі і кооперації — Ніколаєв Михайло Миколайович, житлово-комунального господарства— Бєляков Сергій Панасович, дорожнього будівництва— В'яткін Михайло Васильович, сільського і колгоспного будівництва — Бахтін Георгій Федорович, охорони здоров'я — Царенко Петро Петрович. 
Сесія затвердила обласний виконавчий комітет у складі: голова планової комісії — Мамін Олександр Михайлович, завідувач відділу народної освіти — Шалін Євген Миколайович, завідувач відділу охорони здоров'я — Єременко Георгій Степанович, завідувач фінансового відділу— Євсєєв Дмитро Павлович,  завідувач торгового відділу — Мітрошин П.Т., завідувач відділу соціального забезпечення — Кучерук Микола Ілліч,  завідувач відділу комунального господарства — Степанов Микола Іванович, завідувач відділу місцевої промисловості — Шаповалов  Микола Михайлович, завідувач відділу культпросвітроботи — Кураков І.Г., завідувач відділу у справах мистецтв — Альошин В.С., завідувач дорожнього відділу— Філіппов Василь Іванович, завідувач організаційно-інструкторського відділу — Терещенко Л.Ф., завідувач загального відділу — Скороходов О.М., завідувач сектора кадрів — Москаленко П.О., начальник переселенського відділу — Пузакін М.І., начальник управління юстиції — Полянська Антоніна Федорівна,  начальник управління сільського господарства — Токарєв Данило Михайлович, начальник управління водного господарства — Кургін Семен Васильович, начальник управління лісового господарства — Андроновський Олександр Ілліч, начальник управління харчової промисловості — Воронін В.А., начальник управління промисловості будівельних товарів — Катков Микола Микитович, начальник управління місцевої паливної промисловості — Брянов Василь Володимирович, начальник управління сільського і колгоспного будівництва— Тінгаєв М.Я., начальник управління у справах архітектури — Чернишов В.М., начальник управління поліграфії і видавництв — Короткевич О.Т., начальник управління кінофікації — Кожухов П.П., начальник управління у справах полювання — Колесник Т.Ф., голова комітету радіоінформації — Ульянова О.М., голова комітету з фізкультури і спорту — Гусєв К.А.  